# Tesco-busz (Esztergom)
Az esztergomi Tesco-busz egy bevásárlóbusz-vonal, A 2011. július 4. és 2014. január 31. közötti időszakban a település egyetlen helyi, nyílt autóbuszvonala volt. A buszok 2011. december 2-án a Tesco Áruház és a Pilismaróti vám megállóhelyek között közlekedtek.
Alakja szerint az autóbuszvonal a körirányú (hurkos) vonalak közé tartozik.
2020. március 1-jén[forrás?] megszűnt.

## Útvonala
2011. december 2-án a buszok az alábbi közterületeken haladnak végig:
| Tesco – Pilismaróti vám                                                                                                   | Pilismaróti vám – Tesco |
| --- | --- |
| Tesco Áruház – Dobogókői utca – Petőfi Sándor utca – Kölcsey Ferenc utca – Szent Tamás utca – Bánomi út – Pilismaróti vám | Pilismaróti vám – Dobozi Mihály utca – Iskola utca – Szent István tér – Majer István út – Bajcsy-Zsilinszky Endre utca – Rákóczi tér – Kossuth Lajos utca – Hősök tere – Kiss János altábornagy út – Csatai Szabó János utca – Baross Gábor utca – Vasútállomás (forduló) – Baross Gábor utca – Áchim András utca – Tesco Áruház vá. |